# Tagesschau (SRF)
Die Tagesschau ist eine SRF-Nachrichtensendung von Schweizer Radio und Fernsehen (SRF). Die Tagesschau ist neben SRF Meteo die Sendung mit der höchsten Einschaltquote im Schweizer Fernsehen: Sie wurde im Jahr 2019 täglich von durchschnittlich 588'000 Zuschauern in der Deutschschweiz verfolgt. Das entspricht einem Marktanteil von 50,5 Prozent, bei der Hauptausgabe um 19:30 Uhr sind es 1'469'000 Zuschauer (66,8 Prozent). Redaktionsleiterin ist seit Herbst 2018 Regula Messerli. Ab Ende März 2022 soll die Stelle durch eine Broadcast-Koordinatorin ersetzt werden, welche neben der Tagesschau auch für Schweiz aktuell und 10 vor 10 zuständig ist. Die bisherige Redaktionsleiterin der Tagesschau, Regula Messerli, wird die Stelle übernehmen.

## Ausgaben
Die Hauptausgabe wird jeweils um 19:30 Uhr, die Tagesschau am Mittag um 12:45 Uhr (am Wochenende um 13:00 Uhr) gesendet. Eine kurze Ausgabe gibt es um 18:00 Uhr. Am Samstag, Sonntag und an Feiertagen wird zusätzlich nach 22:00 Uhr eine weitere Ausgabe ausgestrahlt, anstelle des Nachrichtenmagazins 10vor10. Die Hauptausgabe dauert normalerweise 25 Minuten.
Seit 2017 wird wochentags nach der Sendung Sportaktuell die Sendung Newsflash auf SRF zwei ausgestrahlt, in der in zirka 2 bis 3 Minuten Kurznachrichten präsentiert werden.
Bis November 2018 wurde auf SRF 1 gegen Mitternacht die moderierte Tagesschau Nacht gesendet. Diese Sendung wurde durch den Newsflash ersetzt, der zunächst von einem Off-Sprecher präsentiert wurde. Seit März 2022 besteht der Newsflash noch aus Standbildern mit dem Ton der Radionachrichten von 22 Uhr. 
Die Tagesschau ist eine der wenigen regelmässigen Produktionen von Schweizer Radio und Fernsehen, die immer in Standarddeutsch moderiert werden. Alle Ausgaben werden auf SRF 1 ausgestrahlt und auf SRF info mehrfach wiederholt, zudem wird die Hauptausgabe um 19:30 Uhr auf SRF info in Deutschschweizer Gebärdensprache gedolmetscht. Sämtliche Beiträge aller Ausgaben, inklusiv der gedolmetschten Ausgaben, stehen auch als Videostream im Internet zur Verfügung.

## Geschichte

Ehemaliges Logo (2012–2020)

Ehemaliges Logo (2012)

Die erste Schweizer Tagesschau wurde am 29. August 1953 als Versuchssendung und ab 1. November unter dem Titel «Tagesschau – Téléjournal – Telegiornale» in allen drei Hauptsprachregionen ausgestrahlt. Das Konzept der Nachrichtengestaltung, die Kürze der Beiträge und ihre Einfachheit, setzt sie in Bezug zur Schweizer Filmwochenschau, dessen Aufgabe sie nach Ansicht Peter Schellenbergs, damals Redaktor und Moderator, übernommen habe. Zunächst wurden die Beiträge bis 1966 im Off gelesen, erst danach erschienen die Sprecher im Bild. Dies war der Beginn eines länger andauernden Dezentralisierungsprozesses. Das Westschweizer Fernsehen, das die Entwicklung vorantrieb, sah mit der Entwicklung zu autonomen Ausgaben in den drei Sprachregionen einen «Schritt näher zum Publikum, zu den jeweiligen Kulturen und Prioritäten», während die Gegner aus Politik und den SRG-Gremien mit Kostensteigerungen argumentierten und damit, dass eine zentrale Tagesschau «ein wichtiges Element einer nationalen Klammer» sei. Von 1969 bis 1982 wurde die Dezentralisierung für die französischen und italienischen Sprachgebiete vollzogen, ab 1994 mit dem «Telesguard» auch für die romanische Sprachregion. Seit dem 1. März 1973 wird die Nachrichtensendung in Farbe gesendet.
In den 1980er Jahren wurde die Spätausgabe der Tagesschau zunehmend mit Elementen  der Dokumentation und Hintergrundberichten ergänzt. 1990 wurde ein neues Konzept mit Interviews und einer erweiterten Sendezeit eingeführt und unter dem Namen 10 vor 10 gestartet.
Bis Mitte 1985 (mit Ausnahme des Jahres 1980) wurden die Nachrichten der Hauptausgabe traditionell wie alle übrigen Ausgaben von einem Sprecher verlesen, dann bis 1990 in einem Dreierteam mit Moderator, Sprecher und Sportredaktor ausgestrahlt. Seit 1990 wird die Hauptausgabe der Tagesschau jeweils von einem Sprecher allein präsentiert, wobei die Anzahl der Moderatoren auf vier Personen – immer zwei Frauen und zwei Männer – reduziert wurde. Die Entwicklung der Marktanteile der Hauptausgabe um 19:30 Uhr blieb vom Start des Privatfernsehens relativ unbeeinflusst. Lag sie zwischen 1969 und 1971 mit 48 bis 50 Prozent relativ konstant, wurde sie 1992 von durchschnittlich 58,8 Prozent der Zuschauer gesehen und konnte diesen bis 2002 noch mal auf 64,4 Prozent steigern. Im Gegensatz dazu kam die «Vorabend-Tagesschau» mit ihrer über lange Zeit unregelmässigen Sendezeit zwischen 1992 und 2002 auf nur 20,4 bzw. 20,2 Prozent, während die Mittagsausgabe im gleichen Zeitraum über 25 Prozent Marktanteil erzielte.
Am 4. Januar 1987 wurde die Serie «Tagesschau vor 25 Jahren» eingeführt. Sie wurde bis Sommer 1987 am Sonntag nach der Hauptausgabe ausgestrahlt. Anschliessend lief die Serie noch ein paar Jahre im Nebenprogramm weiter.
Im Jahr 2013 gab es das erste Mal einen Austausch des Welschen Le Journal Team (die Sendung heisst jetzt 19h30) und der Deutschschweizer Tagesschau, wobei die jeweils anderen Teams die andere Sendung produzierten und moderierten. 2023 und 2024 gab es einen Moderatorenaustausch von den Nachrichtensendungen des RTS und des SRF. Am 20. März 2014 gab es auch einen Austausch des Telegiornale vom RSI, wobei ähnlich wie mit dem RTS ein Jahr zuvor, die Redaktion und die Moderation vom jeweiligen anderen Sender an dem Tag übernommen wurde.
Wegen Sparmassnahmen werden die «Tagesschau»-Ausgaben am Mittag und um 18 Uhr ab Sommer 2025 durch moderierte Newsflashes ersetzt, die Mittagsausgabe am Wochenende entfällt.

## Sprecher und Moderatoren
Zu den früheren Moderatoren zählten etwa Peter Achten, Matthias Aebischer, Charles Clerc, Hansjörg Enz, Annette Gosztony, Urs Gredig, Erich Gysling, Ellinor von Kauffungen, André Marty, Beatrice Müller, Heinrich Müller, Marion Preuss, Andrea Vetsch und Katja Stauber. Bekannte Sprecher waren Peter Richner sowie die verstorbenen Hansjörg Erny, Paul Spahn, Dominique Rub und der langjährige Chefsprecher Léon Huber. Franz Fischlin war von 2004 bis 2022 Moderator der Hauptausgabe.
Aktuell (Februar 2023) wird die Tagesschau-Hauptausgabe von Cornelia Boesch, Andrea Vetsch, Florian Inhauser und Michael Rauchenstein moderiert. Zum übrigen Moderationsteam gehören Claudio Spescha, Roger Brändlin, Pascal Schmitz, Mario Grossniklaus, Florence Fischer, Angélique Beldner-Wälchli und Monika Schoenenberger.  Ab voraussichtlich Ende März 2025 wird auch Schoenenberger die Hauptausgabe moderieren.